# Ricki Osterthun
Ricki Osterthun (Amburgo, 2 maggio 1964) è un ex tennista tedesco.
Nella sua carriera vinse un solo titolo di singolo nel 1985 ad Hilversum. Giocatore destro, raggiunse la posizione numero 58 della classifica ATP il 19 ottobre 1987.